# Free Lives
Free Lives是一間位於南非開普敦的電子遊戲開發公司，於2012年由伊凡·格連活創辦。公司首部發行作為《敢死队3》所改編的同名遊戲，於2014年由Devolver Digital發行，其為當時開發中遊戲《武装原型》的獨立擴展包。目前，公司已開發的七部遊戲，除了《武士战》外皆由Devolver Digital發行。此外有兩部遊戲《憤怒腿》和《打不倒的火柴人》預定于2023年發行。

## 歷史

### 成立背景
公司創辦人伊凡·格連活曾一直在南非的其他遊戲工作室工作，然而他欲自己創業。2012年，格連活成立Free Lives。公司工作室位於南非開普敦郊區中，房子部分用於工作，另外一部分則為住所。

### 遊戲開發
Free Lives涉足电子游戏产业是在2012年4月Game Jam第23届Ludum Dare舉辦之時。團隊以像素2D射击游戏《Rambros》參賽，最終憑藉畫面與幽默，在比賽的有趣類別奪冠。因此，團隊繼續對遊戲增添調整內容，並在官方網站上發佈免費試玩版。因開發遊戲需要龐大資金，公司曾為開發不斷湊錢借錢，負債累累。2013年，遊戲以《武装原型》為名登上Steam「Greenlight」，並在7月24日通過「Greenlight」。在開發時，Free Lives收到狮门影业的合作邮件，2014年時發行了《武装原型》的獨立擴展包，当时新电影《敢死队3》所改編的同名遊戲，以宣傳电影。又在柏林A MAZE 独立游戏节遇到發行商Devolver Digital，成功與其簽訂合約。《武装原型》終於2015年年初發行搶先體驗版，首三周銷量達45000份，得以為公司紓解財務壓力，專注遊戲開發。
2016年所開發的《武士战》由Humble Bundle在十二月綑綁收藏包中發行，為當月以“Humble Original”冠名的首發遊戲。年末，Free Lives在Steam發行新作聚会游戏《鸡鸡的战争》搶先體驗版。遊戲中，玩家需控制陰莖狀的生物互相追逐和插入。團隊指男性為合群不會與朋友討論肛交等話題，因此希望能夠以遊戲帶動討論，傳遞這方面的正面資訊。因為遊戲含陰莖，所以被禁止發行在Xbox和PlayStation遊戲平台上，也遭到直播平台Twitch的禁止。Devolver Digital的共同創辦人奈吉尔·洛利詢問Steam能否在遊戲頁面上直播，Steam碰巧在研發相關功能。《鸡鸡的战争》因而成為Steam實況直播的首款遊戲。
2019年，Devolver Digital發行了兩部由Free Lives所開發的格鬥遊戲，分別為支援HTC Vive和Oculus Rift的虛擬實境遊戲《葛恩》和透過Apple Arcade發行的《板球編年》。2023年3月29日，城市建造遊戲《伊始之地》發行。兩部遊戲包括《憤怒腿》和《打不倒的火柴人》亦預定于當年發行。

## 遊戲列表
| 年份   | 遊戲                 | 平台                                                            | 發行             | 參考   |
| ------ | -------------------- | --------------------------------------------------------------- | ---------------- | ------ |
| 2014年 | 《武裝原型：敢死隊》 | Microsoft Windows、macOS                                        | Devolver Digital | [ 9 ]  |
| 2015年 | 《武装原型》         | Microsoft Windows、Linux、macOS、Nintendo Switch、PlayStation 4 | Devolver Digital | [ 19 ] |
| 2016年 | 《武士战》           | Microsoft Windows                                               | Humble Bundle    | [ 11 ] |
| 2018年 | 《鸡鸡的战争》       | Microsoft Windows、macOS                                        | Devolver Digital | [ 20 ] |
| 2019年 | 《葛恩》             | Microsoft Windows、PlayStation 4、PlayStation 5                 | Devolver Digital | [ 14 ] |
| 2019年 | 《板球編年》         | iOS、tvOS                                                       | Devolver Digital | [ 15 ] |
| 2023年 | 《伊始之地》         | Microsoft Windows、Android、iOS                                 | Devolver Digital | [ 16 ] |
| 2023年 | 《憤怒腿》           | Microsoft Windows                                               | Devolver Digital | [ 17 ] |
| 2023年 | 《打不倒的火柴人》   | Microsoft Windows                                               | Devolver Digital | [ 18 ] |

## 外部連結
- 官方网站